# 所羅門 (亞利桑那州)
所羅門（英語：Solomon）是位於美國亞利桑那州葛蘭姆縣的一個人口普查指定地區。根據2010年美國人口普查，該地人口為426人，而該地的面積約為0.54平方千米。

## 地理
所羅門的座標為32°48′45″N 109°38′02″W / 32.81250°N 109.63389°W，而該地最高點為海拔高度906米（即2972英尺）。